# Журавлёв, Александр Фёдорович (железнодорожник)
Александр Фёдорович Журавлёв (1903—1955) — советский хозяйственный, государственный и политический деятель.

## Биография
Родился в 1903 году в деревне Цирибушево. Член КПСС с 1930 года.
С 1924 года — на хозяйственной, общественной и политической работе. В 1924—1955 гг. — слесарь, помощник машиниста, машинист в депо Нижний Тагил, организатор железнодорожных перевозок, слушатель Военно-транспортной академии, заместитель начальника, начальник Приморской железной дороги, управляющий Китайской Чанчуньской железной дороги, заместитель министра, начальник управления Министерства путей сообщения СССР.
В апреле 1955 года 15-летний сын Журавлёва Борис в пьяном виде застрелил студента Кузьмина и был приговорён к 10 годам заключения. Репортаж Фриды Вигдоровой с заседания суда, опубликованный в «Литературной газете», вызвал большой резонанс. У себя в блокноте Вигдорова так описала А. Ф. Журавлёва: «толстый, — в три обхвата… Лицо как блин, глазки — свиные»
Умер в Москве в 1955 году.